# Meridià 5 a l'est
El meridià 5 a l'est de Greenwich és una línia de longitud que s'estén des del pol Nord a través de l'oceà Àrtic, Europa, l'Àfrica, l'oceà Atlàntic, l'oceà Antàrtic i Antàrtida al pol Sud.
El meridià 5 a l'est forma un cercle màxim amb el meridià 175 a l'oest.
Com tot els altres meridians, la seva longitud correspon a una semicircumferència terrestre, són 20.003,932 km. Al nivell de l'equador, la seva distància del meridià de Greenwich és de 557 km

## De Pol a Pol
Des del pol Nord i dirigint-se cap al sud fins al pol Sud, el meridià 5 a l'Est passa per:
| Coordenades                           | País, territori o mar | Notes |
| ------------------------------------- | --------------------- | --- |
| 90° 0′ N, 5° 0′ E / 90.000°N,5.000°E  | Oceà Àrtic            | |
| 81° 22′ N, 5° 0′ E / 81.367°N,5.000°E | Oceà Atlàntic         | |
| 61° 2′ N, 5° 0′ E / 61.033°N,5.000°E  | Noruega               | Nombroses illes, incloses Bremangerlandet, Sula i Sotra, i terra ferma. Entra a Vågsøya a Sogn og Fjordane. Surt al sud de Telavåg a Hordaland. |
| 60° 13′ N, 5° 0′ E / 60.217°N,5.000°E | Mar del Nord          | |
| 53° 17′ N, 5° 0′ E / 53.283°N,5.000°E | Països Baixos         | Illa de Vlieland |
| 53° 16′ N, 5° 0′ E / 53.267°N,5.000°E | Mar de Wadden         | |
| 52° 56′ N, 5° 0′ E / 52.933°N,5.000°E | Països Baixos         | Passa just a l'est d'Amsterdam, i a l'oest de Tilburg                                                                                           |
| 51° 26′ N, 5° 0′ E / 51.433°N,5.000°E | Bèlgica               | Passa a través de les províncies d'Antwerp, Limburg, Brabant flamenc, Brabant való, Lieja, Namur i Luxemburg.                                   |
| 49° 47′ N, 5° 0′ E / 49.783°N,5.000°E | França                | |
| 43° 23′ N, 5° 0′ E / 43.383°N,5.000°E | Mar Mediterrània      | |
| 36° 49′ N, 5° 0′ E / 36.817°N,5.000°E | Algèria               | |
| 19° 17′ N, 5° 0′ E / 19.283°N,5.000°E | Níger                 | |
| 13° 44′ N, 5° 0′ E / 13.733°N,5.000°E | Nigèria               | |
| 5° 50′ N, 5° 0′ E / 5.833°N,5.000°E   | Oceà Atlàntic         | |
| 60° 0′ S, 5° 0′ E / 60.000°S,5.000°E  | Oceà Antàrtic         | |
| 70° 3′ S, 5° 0′ E / 70.050°S,5.000°E  | Antàrtida             | Terra de la Reina Maud, reclamat per Noruega |